# Лагунов, Валерий Степанович
Валерий Степанович Лагуно́в (2 июня 1942, Москва — 18 декабря 2023, Москва) — советский и российский артист балета, балетный педагог. Заслуженный артист РСФСР (1976).

## Биография
Родился в простой семье; мать работала уборщицей, отец — завхозом.
В 1954—1955 годах сдал вступительные экзамены, в 1962 году окончил Московскую академию хореографии, где его учителем был Алексей Ермолаев, и в том же году поступил в балетную труппу Большого театра. Впервые появился в «Скрябиниане» в роли Гарланда в 1962 году и четыре года спустя сыграл в «Спящей красавице» принца Фортунэ. В 1966 году он сыграл одного из пастушков в «Щелкунчике», а в 1971 году стал первым исполнителем роли Архонта в «Икаре», журнал «Культура и жизнь» отозвался о его роли так: «исполнитель роли создает образ холодного, бессердечного, властолюбивого человека». Критика высоко оценила работу Лагунова и над второй редакцией балета в 1976 году, в частности «широту жеста, скульптурную точность и непререкаемую властность поз, даже своеобразную монументальность в пластических паузах».
В 1964 году совершил поездку в Западную Европу, посетил Швейцарию, Австрию и ФРГ. В 1972 году участвовал в спектакле «Лебединое озеро», где сыграл роль злого гения, и в том же году сыграл роль учителя танцев в «Золушке». Через три года появился в роли Альберта в «Жизели», а к 1976 году сыграл роль Чёрного человека в «Моцарте и Сальери». В том же году ему было присвоено звание заслуженного артиста РСФСР. Он снялся в роли Дон Жуана в фильме «Любовь ради любви». Играл партию Станционного мужика в балете «Анна Каренина».
С 1970 года — член Союза театральных деятелей РФ.
В 1979 году окончил Российский университет театрального искусства. В 1983 году вышел на пенсию.
С 1996 года — балетмейстер-репетитор Большого театра. Преподавал будущим премьерам балета Руслану Скворцову, Михаилу Лобухину и Владиславу Лантратову.
Автор мемуарной книги «Шипы и розы Большого балета» (М., 2006).
Скончался 18 декабря 2023 года на 82-м году жизни.